# マニュエル・オリベイラ
マニュエル・タバレ・オリベイラ（Manuel Tabare Olivera , 1977年12月8日 - ）は、スペイン・バルセロナ出身の野球選手。ポジションは投手。左投右打。最速147km/hの速球が武器の本格派左腕。

## 経歴
独立リーグ・ユナイテッドリーグ・ベースボールのアレクサンドリア・エーシズでプレー後、2005年にフロリダ・マーリンズと契約し、2007年まで傘下のAA級などでプレー。
野球スペイン代表ではエースとして活躍し、2007年のIBAFワールドカップでは日本戦で6回2失点と好投した。
2014年にマーリンズ傘下ルーキークラスのガルフ・コーストリーグ・マーリンズの投手コーチとなった。